# Vosges kantonjai
Ez a cikk felsorolja a franciaországi Vosges megye kantonjait.

## Bevezetés

Vosges kantonjai 2014 előtt.

Vosges kantonjai 2014 után.

A kantonok (franciául: cantons) létrehozásától (1973-tól) egy új közigazgatási törvény alakulásáig (2014-ig) 31 kantonból állt a megye. 2014-től 17 kantonba lettek átszervezve, hogy minden kantonban 17.869 és 26.804 fő között éljen a törvény kialakulásakor, és kétszeresen kisebb legyen a kantonok száma. Ettől egy kanton több kerületnek egy része lehet. Ez így igaz Bruyères, Darney, Raon-l'Étape és Saint-Dié-des-Vosges-1 kantonokkal, amik mind a négy két különböző kantonba vannak beosztva. Egy község több kanton része lehet, ha eleget lakott, de nem tartozhat egymástól eltérő kerületeknek.

## 2014 utáni kantonok listája
| Szám   | Név                    | Székhely             | Kerület              | Népesség (fő, 2019) | Terület (km²) | Népsűrűség (fő/km², 2019) | Községek száma                      | Községek listája |
| ------ | ---------------------- | -------------------- | -------------------- | ------------------- | ------------- | ------------------------- | ----------------------------------- | --- |
| 1      | La Bresse              | La Bresse            | Épinal               | 22.337              | 327,41        | 68                        | 15                                  | Basse-sur-le-Rupt, La Bresse, Cornimont, Faucompierre, La Forge, Gerbamont, Rochesson, Sapois, Saulxures-sur-Moselotte, Le Syndicat, Tendon, Thiéfosse, Le Tholy, Vagney, Ventron. |
| 2      | Bruyères               | Bruyères             | Épinal               | 19.766              | 399,27        | 50                        | 51                                  | Aydoilles, Badménil-aux-Bois, Bayecourt, Beauménil, Belmont-sur-Buttant, Biffontaine, Bois-de-Champ, Brouvelieures, Bruyères, Champdray, Champ-le-Duc, Charmois-devant-Bruyères, Cheniménil, Destord, Deycimont, Docelles, Domèvre-sur-Durbion, Domfaing, Dompierre, Fays, Fiménil, Fontenay, Fremifontaine, Girecourt-sur-Durbion, Grandvillers, Gugnécourt, Herpelmont, Jussarupt, Laval-sur-Vologne, Laveline-devant-Bruyères, Laveline-du-Houx, Lépanges-sur-Vologne, Méménil, Mortagne, La Neuveville-devant-Lépanges, Nonzeville, La Neuveville-devant-Lépanges, Nonzeville, Padoux, Pallegney, Pierrepont-sur-l’Arentèle, Les Poulières, Prey, Rehaupal, Les Rouges-Eaux, Le Roulier, Sainte-Hélène, Sercœur, Vervezelle, Villoncourt, Viménil, Xamontarupt, Zincourt. |
| 2      | Bruyères               | Bruyères             | Saint-Dié-des-Vosges | 19.766              | 399,27        | 50                        | 51                                  | Aydoilles, Badménil-aux-Bois, Bayecourt, Beauménil, Belmont-sur-Buttant, Biffontaine, Bois-de-Champ, Brouvelieures, Bruyères, Champdray, Champ-le-Duc, Charmois-devant-Bruyères, Cheniménil, Destord, Deycimont, Docelles, Domèvre-sur-Durbion, Domfaing, Dompierre, Fays, Fiménil, Fontenay, Fremifontaine, Girecourt-sur-Durbion, Grandvillers, Gugnécourt, Herpelmont, Jussarupt, Laval-sur-Vologne, Laveline-devant-Bruyères, Laveline-du-Houx, Lépanges-sur-Vologne, Méménil, Mortagne, La Neuveville-devant-Lépanges, Nonzeville, La Neuveville-devant-Lépanges, Nonzeville, Padoux, Pallegney, Pierrepont-sur-l’Arentèle, Les Poulières, Prey, Rehaupal, Les Rouges-Eaux, Le Roulier, Sainte-Hélène, Sercœur, Vervezelle, Villoncourt, Viménil, Xamontarupt, Zincourt. |
| 3      | Charmes                | Charmes              | Épinal               | 20.954              | 421,81        | 50                        | 52                                  | Avillers, Avrainville, Battexey, Bettegney-Saint-Brice, Bettoncourt, Bouxières-aux-Bois, Bouxurulles, Brantigny, Bult, Chamagne, Charmes, Châtel-sur-Moselle, Clézentaine, Damas-aux-Bois, Deinvillers, Derbamont, Essegney, Évaux-et-Ménil, Fauconcourt, Florémont, Gircourt-lès-Viéville, Gugney-aux-Aulx, Hadigny-les-Verrières, Haillainville, Hardancourt, Hergugney, Jorxey, Langley, Madegney, Marainville-sur-Madon, Moriville, Moyemont, Nomexy, Ortoncourt, Pont-sur-Madon, Portieux, Pont-sur-Madon, Portieux, Rapey, Regney, Rehaincourt, Romont, Rugney, Saint-Genest, Saint-Maurice-sur-Mortagne, Saint-Vallier, Savigny, Socourt, Ubexy, Varmonzey, Vincey, Vomécourt, Vomécourt-sur-Madon, Xaronval. |
| 4      | Darney                 | Darney               | Épinal               | 17.560              | 854,44        | 21                        | 82                                  | Les Ableuvenettes, Ahéville, Ainvelle, Ameuvelle, Attigny, Bainville-aux-Saules, Bazegney, Begnécourt, Belmont-lès-Darney, Belrupt, Bleurville, Blevaincourt, Bocquegney, Bonvillet, Bouzemont, Châtillon-sur-Saône, Circourt, Claudon, Damas-et-Bettegney, Damblain, Darney, Dombasle-devant-Darney, Dommartin-aux-Bois, Dommartin-lès-Vallois, Dompaire, Escles, Esley, Fignévelle, Fouchécourt, Frain, Frénois, Gelvécourt-et-Adompt, Gignéville, Girancourt, Godoncourt, Gorhey, Grignoncourt, Hagécourt, Harol, Hennecourt, Hennezel, Isches, Jésonville, Lamarche, Légéville-et-Bonfays, Lerrain, Lironcourt, Madonne-et-Lamerey, Marey, Maroncourt, Martigny-les-Bains, Martinvelle, Mont-lès-Lamarche, Monthureux-sur-Saône, Morizécourt, Nonville, Pierrefitte, Pont-lès-Bonfays, Provenchères-lès-Darney, Racécourt, Regnévelle, Relanges, Robécourt, Rocourt, Romain-aux-Bois, Rozières-sur-Mouzon, Saint-Baslemont, Saint-Julien, Sans-Vallois, Senaide, Senonges, Serécourt, Serocourt, Les Thons, Tignécourt, Tollaincourt, Les Vallois, Vaubexy, Velotte-et-Tatignécourt, Ville-sur-Illon, Villotte, Viviers-le-Gras. |
| 4      | Darney                 | Darney               | Neufchâteau          | 17.560              | 854,44        | 21                        | 82                                  | Les Ableuvenettes, Ahéville, Ainvelle, Ameuvelle, Attigny, Bainville-aux-Saules, Bazegney, Begnécourt, Belmont-lès-Darney, Belrupt, Bleurville, Blevaincourt, Bocquegney, Bonvillet, Bouzemont, Châtillon-sur-Saône, Circourt, Claudon, Damas-et-Bettegney, Damblain, Darney, Dombasle-devant-Darney, Dommartin-aux-Bois, Dommartin-lès-Vallois, Dompaire, Escles, Esley, Fignévelle, Fouchécourt, Frain, Frénois, Gelvécourt-et-Adompt, Gignéville, Girancourt, Godoncourt, Gorhey, Grignoncourt, Hagécourt, Harol, Hennecourt, Hennezel, Isches, Jésonville, Lamarche, Légéville-et-Bonfays, Lerrain, Lironcourt, Madonne-et-Lamerey, Marey, Maroncourt, Martigny-les-Bains, Martinvelle, Mont-lès-Lamarche, Monthureux-sur-Saône, Morizécourt, Nonville, Pierrefitte, Pont-lès-Bonfays, Provenchères-lès-Darney, Racécourt, Regnévelle, Relanges, Robécourt, Rocourt, Romain-aux-Bois, Rozières-sur-Mouzon, Saint-Baslemont, Saint-Julien, Sans-Vallois, Senaide, Senonges, Serécourt, Serocourt, Les Thons, Tignécourt, Tollaincourt, Les Vallois, Vaubexy, Velotte-et-Tatignécourt, Ville-sur-Illon, Villotte, Viviers-le-Gras. |
| 5      | Épinal-1               | Épinal               | Épinal               | 22.631              | 77            | 294                       | 7 + Épinal egy része                | 1. A következő községek: Arches, Chantraine, Chaumousey, Dinozé, Les Forges, Renauvoid, Sanchey. 2. Épinal a Mosel bal oldalán álló része. |
| 6      | Épinal-2               | Épinal               | Épinal               | 24.961              | 111           | 225                       | 8 + Épinal egy része                | 1. A következő községek: Archettes, La Baffe, Deyvillers, Dignonville, Dogneville, Jeuxey, Longchamp, Vaudéville. 2. Épinal a Mosel jobb oldalán álló része. |
| 7      | Gérardmer              | Gérardmer            | Saint-Dié-des-Vosges | 24.763              | 378,88        | 65                        | 17                                  | Anould, Arrentès-de-Corcieux, Aumontzey, Ban-sur-Meurthe-Clefcy, Barbey-Seroux, La Chapelle-devant-Bruyères, Corcieux, Fraize, Gérardmer, Gerbépal, Granges-sur-Vologne, La Houssière, Liézey, Plainfaing, Le Valtin, Vienville, Xonrupt-Longemer. |
| 8      | Golbey                 | Golbey               | Épinal               | 25.472              | 120,57        | 211                       | 14                                  | Chavelot, Darnieulles, Domèvre-sur-Avière, Fomerey, Frizon, Gigney, Girmont, Golbey, Igney, Mazeley, Oncourt, Thaon-les-Vosges, Uxegney, Vaxoncourt. |
| 9      | Mirecourt              | Mirecourt            | Neufchâteau          | 17.109              | 349,61        | 49                        | 56                                  | Ambacourt, Aouze, Aroffe, Balléville, Baudricourt, Biécourt, Blémerey, Boulaincourt, Châtenois, Chauffecourt, Chef-Haut, Courcelles-sous-Châtenois, Darney-aux-Chênes, Dolaincourt, Dombasle-en-Xaintois, Dommartin-sur-Vraine, Domvallier, Frenelle-la-Grande, Frenelle-la-Petite, Gironcourt-sur-Vraine, Houécourt, Hymont, Juvaincourt, Longchamp-sous-Châtenois, Maconcourt, Madecourt, Mattaincourt, Mazirot, Ménil-en-Xaintois, Mirecourt, Morelmaison, La Neuveville-sous-Châtenois, Oëlleville, Ollainville, Pleuvezain, Poussay, Pleuvezain, Poussay, Puzieux, Rainville, Ramecourt, Remicourt, Removille, Repel, Rouvres-en-Xaintois, Saint-Menge, Saint-Paul, Saint-Prancher, Sandaucourt, Soncourt, Thiraucourt, Totainville, Valleroy-aux-Saules, Vicherey, Villers, Viocourt, Vouxey, Vroville. |
| 10     | Neufchâteau            | Neufchâteau          | Neufchâteau          | 17.360              | 549,58        | 32                        | 47                                  | Attignéville, Autigny-la-Tour, Autreville, Avranville, Barville, Bazoilles-sur-Meuse, Beaufremont, Brechainville, Certilleux, Chermisey, Circourt-sur-Mouzon, Clérey-la-Côte, Coussey, Domrémy-la-Pucelle, Frebécourt, Fréville, Grand, Greux, Harchéchamp, Harmonville, Houéville, Jainvillotte, Jubainville, Landaville, Lemmecourt, Liffol-le-Grand, Martigny-les-Gerbonvaux, Maxey-sur-Meuse, Midrevaux, Moncel-sur-Vair, Mont-lès-Neufchâteau, Neufchâteau, Pargny-sous-Mureau, Pompierre, Punerot, Rebeuville, Punerot, Rebeuville, Rollainville, Rouvres-la-Chétive, Ruppes, Sartes, Seraumont, Sionne, Soulosse-sous-Saint-Élophe, Tilleux, Trampot, Tranqueville-Graux, Villouxel. |
| 11     | Raon-l’Étape           | Raon-l’Étape         | Épinal               | 23.641              | 455,20        | 52                        | 40                                  | Allarmont, Anglemont, Ban-de-Sapt, Bazien, Belval, Brû, Celles-sur-Plaine, Châtas, Denipaire, Domptail, Doncières, Étival-Clairefontaine, Grandrupt, Hurbache, Luvigny, Ménarmont, Ménil-de-Senones, Ménil-sur-Belvitte, Le Mont, Moussey, Moyenmoutier, Nompatelize, Nossoncourt, La Petite-Raon, Le Puid, Raon-l’Étape, Raon-sur-Plaine, Roville-aux-Chênes, Saint-Benoît-la-Chipotte, Saint-Jean-d’Ormont, Saint-Pierremont, Saint-Remy, Saint-Stail, Sainte-Barbe, Le Saulcy, Senones, Le Vermont, Vexaincourt, Vieux-Moulin, Xaffévillers. |
| 11     | Raon-l’Étape           | Raon-l’Étape         | Saint-Dié-des-Vosges | 23.641              | 455,20        | 52                        | 40                                  | Allarmont, Anglemont, Ban-de-Sapt, Bazien, Belval, Brû, Celles-sur-Plaine, Châtas, Denipaire, Domptail, Doncières, Étival-Clairefontaine, Grandrupt, Hurbache, Luvigny, Ménarmont, Ménil-de-Senones, Ménil-sur-Belvitte, Le Mont, Moussey, Moyenmoutier, Nompatelize, Nossoncourt, La Petite-Raon, Le Puid, Raon-l’Étape, Raon-sur-Plaine, Roville-aux-Chênes, Saint-Benoît-la-Chipotte, Saint-Jean-d’Ormont, Saint-Pierremont, Saint-Remy, Saint-Stail, Sainte-Barbe, Le Saulcy, Senones, Le Vermont, Vexaincourt, Vieux-Moulin, Xaffévillers. |
| 12     | Remiremont             | Remiremont           | Épinal               | 25.132              | 165,44        | 152                       | 9                                   | Cleurie, Éloyes, Jarménil, Pouxeux, Raon-aux-Bois, Remiremont, Saint-Amé, Saint-Étienne-lès-Remiremont, Saint-Nabord. |
| 13     | Saint-Dié-des-Vosges-1 | Saint-Dié-des-Vosges | Épinal               | 24.018              | 187           | 128                       | 10 + Saint-Dié-des-Vosges egy része | 1. A következő községek: Autrey, La Bourgonce, Housseras, Jeanménil, Rambervillers, Saint-Gorgon, Saint-Michel-sur-Meurthe, La Salle, Taintrux, La Voivre. 2. Saint-Dié-des-Vosges nyugati része. |
| 13     | Saint-Dié-des-Vosges-1 | Saint-Dié-des-Vosges | Saint-Dié-des-Vosges | 24.018              | 187           | 128                       | 10 + Saint-Dié-des-Vosges egy része | 1. A következő községek: Autrey, La Bourgonce, Housseras, Jeanménil, Rambervillers, Saint-Gorgon, Saint-Michel-sur-Meurthe, La Salle, Taintrux, La Voivre. 2. Saint-Dié-des-Vosges nyugati része. |
| 14     | Saint-Dié-des-Vosges-2 | Saint-Dié-des-Vosges | Saint-Dié-des-Vosges | 23.546              | 248           | 95                        | 26 + Saint-Dié-des-Vosges egy része | 1. A következő községek: Ban-de-Laveline, Bertrimoutier, Le Beulay, Coinches, Colroy-la-Grande, Combrimont, La Croix-aux-Mines, Entre-deux-Eaux, Frapelle, Gemaingoutte, La Grande-Fosse, Lesseux, Lubine, Lusse, Mandray, Nayemont-les-Fosses, Neuvillers-sur-Fave, Pair-et-Grandrupt, La Petite-Fosse, Provenchères-sur-Fave, Raves, Remomeix, Saint-Léonard, Sainte-Marguerite, Saulcy-sur-Meurthe, Wisembach. 2. Saint-Dié-des-Vosges keleti része. |
| 15     | Le Thillot             | Le Thillot           | Épinal               | 17.727              | 229,13        | 77                        | 10                                  | Bussang, Dommartin-lès-Remiremont, Ferdrupt, Fresse-sur-Moselle, Le Ménil, Ramonchamp, Rupt-sur-Moselle, Saint-Maurice-sur-Moselle, Le Thillot, Vecoux. |
| 16     | Le Val-d’Ajol          | Le Val-d’Ajol        | Épinal               | 19.946              | 580,72        | 34                        | 24                                  | Bains-les-Bains, Bellefontaine, La Chapelle-aux-Bois, Charmois-l’Orgueilleux, Le Clerjus, Dounoux, Fontenoy-le-Château, Girmont-Val-d’Ajol, Grandrupt-de-Bains, Gruey-lès-Surance, Hadol, Harsault, Hautmougey, La Haye, Le Magny, Montmotier, Plombières-les-Bains, Trémonzey, Uriménil, Uzemain, Le Val-d’Ajol, Vioménil, Les Voivres, Xertigny. |
| 17     | Vittel                 | Vittel               | Neufchâteau          | 17.576              | 422,50        | 42                        | 45                                  | Aingeville, Aulnois, Auzainvilliers, Bazoilles-et-Ménil, Belmont-sur-Vair, Bulgnéville, Contrexéville, Crainvilliers, Dombrot-le-Sec, Dombrot-sur-Vair, Domèvre-sous-Montfort, Domjulien, Estrennes, Gemmelaincourt, Gendreville, Hagnéville-et-Roncourt, Haréville, Lignéville, Malaincourt, Mandres-sur-Vair, Médonville, Monthureux-le-Sec, Morville, La Neuveville-sous-Montfort, Norroy, Offroicourt, Parey-sous-Montfort, Rancourt, Remoncourt, Rozerotte, Saint-Ouen-lès-Parey, Saint-Remimont, Saulxures-lès-Bulgnéville, Sauville, Suriauville, They-sous-Montfort, Suriauville, They-sous-Montfort, Thuillières, Urville, La Vacheresse-et-la-Rouillie, Valfroicourt, Valleroy-le-Sec, Vaudoncourt, Vittel, Viviers-lès-Offroicourt, Vrécourt. |
| Vosges | Vosges                 | Épinal               | Épinal               | 364.499             | 5.874         | 62                        | 515 (2014)                          | |